# 中国野生动物保护协会
中国野生动物保护协会（英語：China Wildlife Conservation Association，縮寫：CWCA）于1983年12月22日經國務院批准在北京成立，是中国科协所属全国性社会团体，常设办事机构为秘书处，行政上受国家林业局领导。
1984年成為世界自然保护联盟會員。截至2018年，共在全國成立了八百多個省、市、縣級協會，擁有41萬多名會員。

## 活動
多年來舉辦爱鸟周、保護野生動物宣傳月、世界野生動植物日等各類活動。
2004年與广东省野生动物保护协会發出不滥食野生动物的联合倡议。2009年成立爱虎项目基金。2017年成立雪豹保护基金。

## 组织结构
- 中国野生动物保护协会全国代表大会
- 中国野生动物保护协会理事会
- 中国野生动物保护协会常务理事会
- 协会秘书处 ：科普宣传处，产业管理处，组织建设处，野生植物处，国际合作处，办公室
- 分支机构：科技委员会，宣传委员会，基金管理委员会，养殖委员会等

## 总组织领导
第五届理事会
协会会长
- 陈凤学

副会长
- 王洪杰
- 刘建顺
- 李书民
- 李青文
- 张希武
- 张举彦
- 陈万成
- 郝燕湘
- 高振坤
- 郭家学
- 葛剑平
- 蒋志刚
- 焦德发
- 赵　勇

第四届理事会
协会会长
- 赵学敏 国家林业局原副局长

副会长
- 白景富 公安部常务副部长
- 王玉庆 国家环保总局副局长
- 刘燕华 科技部副部长
- 龚　正 海关总署副署长
- 李家洋 中国科学院副院长
- 陈建功 中国作家协会副主席
- 孙冰川 中央电视台副总编
- 卓榕生 国家林业局野生动植物保护司司长
- 姚昌恬 国家林业局计划与资金管理司司长
- 陈建伟 国家林业局濒危物种进出口管理中心常务副主任
- 陈润生    中国野生动物保护协会第三届秘书长

## 友好组织
- 香港爱护动物协会

## 外部連結
- 官方网站